# Silůvky (stacja kolejowa)
Silůvky – stacja kolejowa w miejscowości Silůvky, w kraju południowomorawskim, w Czechach. Znajduje się na wysokości 290 m n.p.m. Położony jest w zachodniej części miejscowości.
Jest zarządzana przez Správę železnic. Na stacji nie ma możliwości zakupu biletów, a obsługa podróżnych odbywa się w pociągu.

## Linie kolejowe
- 244 Brno - Hrušovany nad Jevišovkou